# Eとらんす
『eとらんす』（いーとらんす）は、バベル（バベルプレス）発行で、月刊刊行されていた、主に翻訳学習者に向けた翻訳業界専門誌。1976年11月創刊の『翻訳の世界』（ほんやくのせかい）の後身。2000年7月号よりリニューアル・新創刊された。2005年1月号で終刊。2005年2月号より『e trans learning』に、2008年8月号より『The Professional Translator』に変更し、2010年2月号からはWebマガジンとして刊行している。

## 主な編集長
- 杉浦洋一（～1985年）
- 丸山哲郎（1985年～）
- 今野哲男（1993年～）
- 坂本久恵（1995年～）
- 堀田都茂樹（1998年～）